# Fernside
Fernside est une petite localité rurale située dans le district de Waimakariri, dans l'Île du Sud de la Nouvelle-Zélande.

## Population
En 1901, la ville de Fernside avait (avec son entourage) une population de 550 habitants .
Lors du recensement de 2006 en Nouvelle-Zélande), Fernside avait une population de 1 491 habitants.

## Éducation
L'école de Fernside est la seule école du secteur et fut fondée en 1864.
Elle a un taux de décile de 10 et c’est une école d’état, mixte, assurant tout le primaire avec un effectif de 267 élèves en mars 2019.
Le principal est Mr David Taylor.

## Climat
La température moyenne en été est de 16,2 °C, et en hiver est de 6,4 ° C .
| Mois      | Normal température |
| --------- | ------------------ |
| Janvier   | 16,7 -°C           |
| Févriery  | 16,3 °C            |
| Mars      | 15,0 °C            |
| Avril     | 12,1 °C            |
| Mai       | 8,8 °C             |
| Juin      | 6,3 °C             |
| Juillet   | 5,8 °C             |
| Août      | 7,1 °C             |
| Septembre | 9,4 °C             |
| Octobre   | 11,4 °C            |
| Novembre  | 13,5 °C            |
| Décembre  | 15,5 °C            |